# Siemens Gamesa
Siemens Gamesa Renewable Energy es una multinacional hispano-alemana de nuevas tecnologías dedicada a la energía eólica, propiedad de Siemens Energy . La compañía cotizó en bolsa desde el 31 de octubre de 2000, se integró en el selectivo español Ibex 35 el 24 de abril de 2001, dejando finalmente de cotizar el 7 de febrero de 2023 tras la integración con Siemens Energy. Tiene su sede central en el Parque Científico y Tecnológico de Vizcaya, en Zamudio. En España, la compañía tiene instalaciones en Madrid y Sarriguren (Navarra). En la Ciudad de la Innovación de Sarriguren en Navarra está la Oficina Comercial de Servicios.
Cuenta con tres unidades de negocio: Onshore, Offshore y Servicios. La empresa realiza productos innovadores y reconocidos y tiene más de 90 GW instalados en todo el mundo. Actualmente cuenta con 27 000 empleados en todo el mundo.

## Historia
Grupo Auxiliar Metalúrgico SA (Gamesa) nace en 1976 en Vitoria desarrollando nuevas tecnologías aplicándolas en actividades emergentes: robótica, microelectrónica, medio ambiente o materiales compuestos. Su división Gamesa Aeronáutica estaba especializada en la ingeniería, fabricación y suministro de grandes conjuntos estructurales o partes completas de aeronaves para su posterior ensamblaje en aviones y helicópteros.
En 1994 se inaugura la empresa Gamesa Eólica especializada en el ensamblaje de aerogeneradores. En 1995 comienza su actividad empresarial en promoción, construcción de parques eólicos. En 1996, inició la explotación de su primer parque eólico. Desde su constitución Gamesa centró su actividad en gestionar el ciclo integral de la energía eólica, para ello se organizó en tres filiales: Gamesa Energía, Gamesa Eólica y Gamesa Servicios. El 51 % del capital estaba controlado por Gamesa y el 40 % por su socio danés Vestas Wind Systems, empresa con la que existía un acuerdo tecnológico.

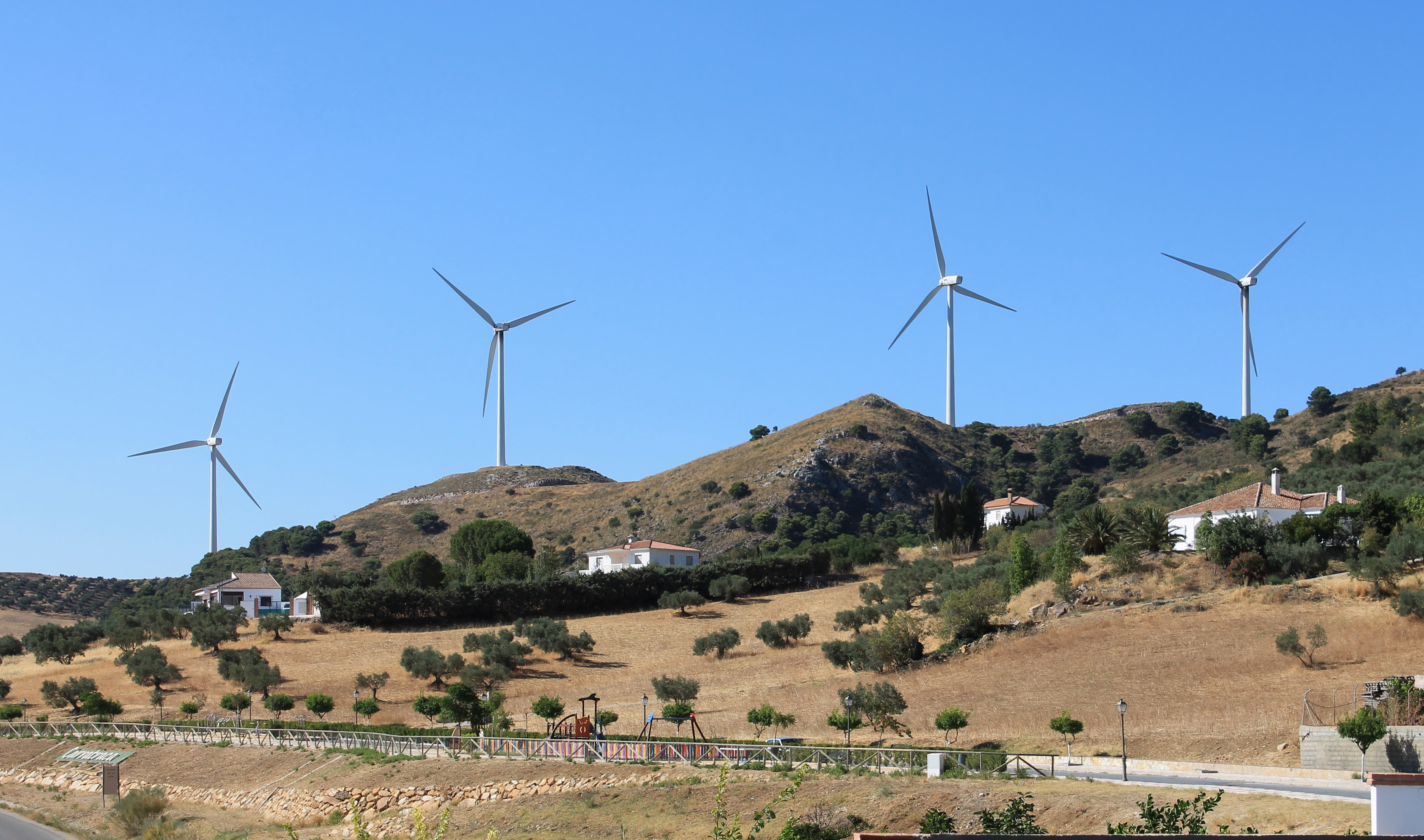
Aerogeneradores Gamesa G87 en la Sierra de Baños (España).

El acuerdo que Gamesa tenía con Vestas limitaba su venta de turbinas a España, Latinoamérica y el norte de África si no era con autorización expresa de la firma danesa. Así, en 2001, Vestas vende su participación del 40 % en Gamesa Eólica a Gamesa Group por 287 millones de euros, debido a conflictos en materia de estrategia. Dicha venta también incluía el acuerdo de Transferencia Tecnológica de Vestas a Gamesa de los modelos G52, G58, G66 y G80.
En 2002 el Ministerio de Defensa propicia que Gamesa participe en la fabricación del helicóptero Apache de la multinacional estadounidense Boeing. Otras participaciones incluyen la construcción del carro de combate europeo Leopard, el programa C-295 para CASA (Construcciones Aeronáuticas SA) y el desarrollo del helicóptero militar Sikorsky de la US Navy.
En 2003 Gamesa compra el 100 % del capital social de la sociedad MADE TECNOLOGÍAS RENOVABLES, S.A.U. Esta era la empresa que Endesa había creado para entrar en el sector eólico y que contaba con filiales en el mercado chino (YITUO MADE (LUOYANG) WIND TURBINE Co. Ltd.).
En el año 2006 Gamesa completa la venta de su división aeronáutica (actual Aernnova Aerospace S.A.), que fue comprada mayoritariamente por la Caja Castilla-La Mancha. Ese mismo año fue líder de mercado en España y ocupó el segundo puesto mundial en el suministro de turbinas eólicas, con más de 10 000 MW instalados y con una cuota de mercado de 15,6 %.
Gamesa cuenta con capacidad propia de diseño y desarrollo tecnológico de aerogeneradores, y con la capacidad integral de producción que comprende la fabricación de palas, raíces de pala, moldes para la fabricación de palas, multiplicadores, generadores, convertidores y torres, además de realizar el ensamblaje del aerogenerador (32 centros de producción).
La comercialización y mantenimiento de estos equipos se realiza a escala mundial. Gamesa ya ha suministrado aerogeneradores a EE. UU., Italia, Francia, Alemania, Portugal, Grecia, Reino Unido, Irlanda, China, Japón, Vietnam, Taiwán, Túnez, India, Egipto, Marruecos, Argentina, México, Corea, España, Hungría y Polonia, y cuenta con una amplia red comercial que incluye sociedades propias en Alemania, China, Italia, Dinamarca y EE. UU., oficinas comerciales en Grecia, Portugal, Francia y Reino Unido y sucursales en México, Marruecos, Egipto y Túnez.
El presidente de Estados Unidos, Barack Obama, visitó el 6 de abril de 2011 la fábrica de Filadelfia, Pensilvania, cuya producción de turbinas eólicas encaja dentro de la intensa promoción que viene realizando la Casa Blanca a favor de alternativas energéticas para, en cuestión de una década, reducir en un tercio las importaciones de hidrocarburos. Durante el encuentro, Obama se reunió con los empleados de la planta, a los que ha saludado diciendo: «Vosotros no perdéis el tiempo. Este es el futuro de la energía estadounidense». En la actualidad, el mercado de aquel país representa un 28 % de las ventas de aerogeneradores de esta empresa española, que allí se estableció en 2002 cuando adquirió la compañía Navitas Energy. En la actualidad, cuenta con casi un millar de empleados en diversas oficinas y fábricas, concentradas sobre todo en Pensilvania.
Siemens Wind Power A/S tiene su origen en la empresa danesa Danregn que en 1980 diversificó su negocio de turbinas eólicas, creando en 1981 la filial Danregn Vindkraft A/S, que en 1983 cambió de nombre a Bonus Energy , y que fue adquirida por Siemens AG en 2004. Construye en 2011 su primer centro de energía eólica offshore, que cuenta con 21 aerogeneradores, cada uno de ellos con una capacidad de 2,3 MW. Durante el 2013, abre dos instalaciones principales de Investigación y Desarrollo para la tecnología de los aerogeneradores en Dinamarca, así como un centro de formación en Orlando, EE. UU. Y además, recibe de MidAmerican Energy el pedido más grande conocido hasta la fecha: 448 aerogeneradores onshore con una capacidad total de 1050 MW.
En el 2014, Gamesa consigue por primera vez el primer puesto en fabricantes de equipos originales en la India. Mientras que en Siemens Wind Power, durante ese mismo año, abre un nuevo centro de diagnóstico remoto para aerogeneradores en Brande, Dinamarca donde trabajan 1300 personas.
En el año 2015 Siemens Wind Power y Egipto firmaron el contrato más grande de su historia, por valor de 8.000 millones de euros para construir tres plantas de ciclo combinado de gas y un parque eólico de 2.000 MW. Para ello ha adquirido terrenos para los primeros dos parques de 830 MW y espera invertir aproximadamente dos mil millones de euros hasta el año 2025.
El 3 de abril de 2017, Siemens Wind Power y Gamesa se fusionan, creando Siemens Gamesa Renewable Energy S.A.
En 2018, Siemens Gamesa se hizo con el contrato de suministro de aerogeneradores del mayor parque eólico marino del mundo. Se trata de un proyecto del grupo danés Ørsted situado en aguas inglesas, concretamente a 89 kilómetros del este de la costa, en el que además realizará el mantenimiento, instalará sus turbinas del modelo SG 8.0-167 DD, con una capacidad total de 1.386 MW. En la historia de la compañía, es el proyecto de mayor tamaño, por delante de Hornsea One (1.218 MW), también desarrollado por Ørsted.

## Accionariado
| Sociedad       | Capital |
| -------------- | ------- |
| Siemens Energy | 100 %   |

## Administración

### Consejo de Administración
| Cargo                                                                 | Nombre                            |
| --------------------------------------------------------------------- | --------------------------------- |
| Presidente (dominical)                                                | Miguel Ángel López                |
| Consejero delegado (ejecutivo)                                        | Andreas Nauen                     |
| Vicepresidente del Consejo (ejecutivo)                                | Jochen Eickholt                   |
| Miembro del Consejo (independiente)                                   | Rudolf Krâmmer                    |
| Miembro del Consejo (independiente)                                   | Gloria Hernández                  |
| Miembro del Consejo (dominical)                                       | Mariel von Schumann               |
| Miembro del Consejo (dominical)                                       | María Ferraro                     |
| Miembro del Consejo (independiente)                                   | Harald von Heynitz                |
| Miembro del Consejo (dominical)                                       | Tim Dawidowsky                    |
| Secretario no miembro del Consejo                                     | Juan Antonio García               |
| Secretario no miembro de la Comisión de Nombramientos y Retribuciones | Salvador Espinosa de los Monteros |

Siemens Gamesa tiene las siguientes Comisiones del Consejo:
- Comisión Ejecutiva Delegada: la preside Miguel Ángel López
- Comisión de Auditoría, Cumplimiento y Operaciones Vinculadas: la preside Harald Von Heynitz en calidad de independiente
- Comisión de Nombramientos y Retribuciones: la preside Rudolf Krâmmer en calidad de independiente.